# Jared Polis

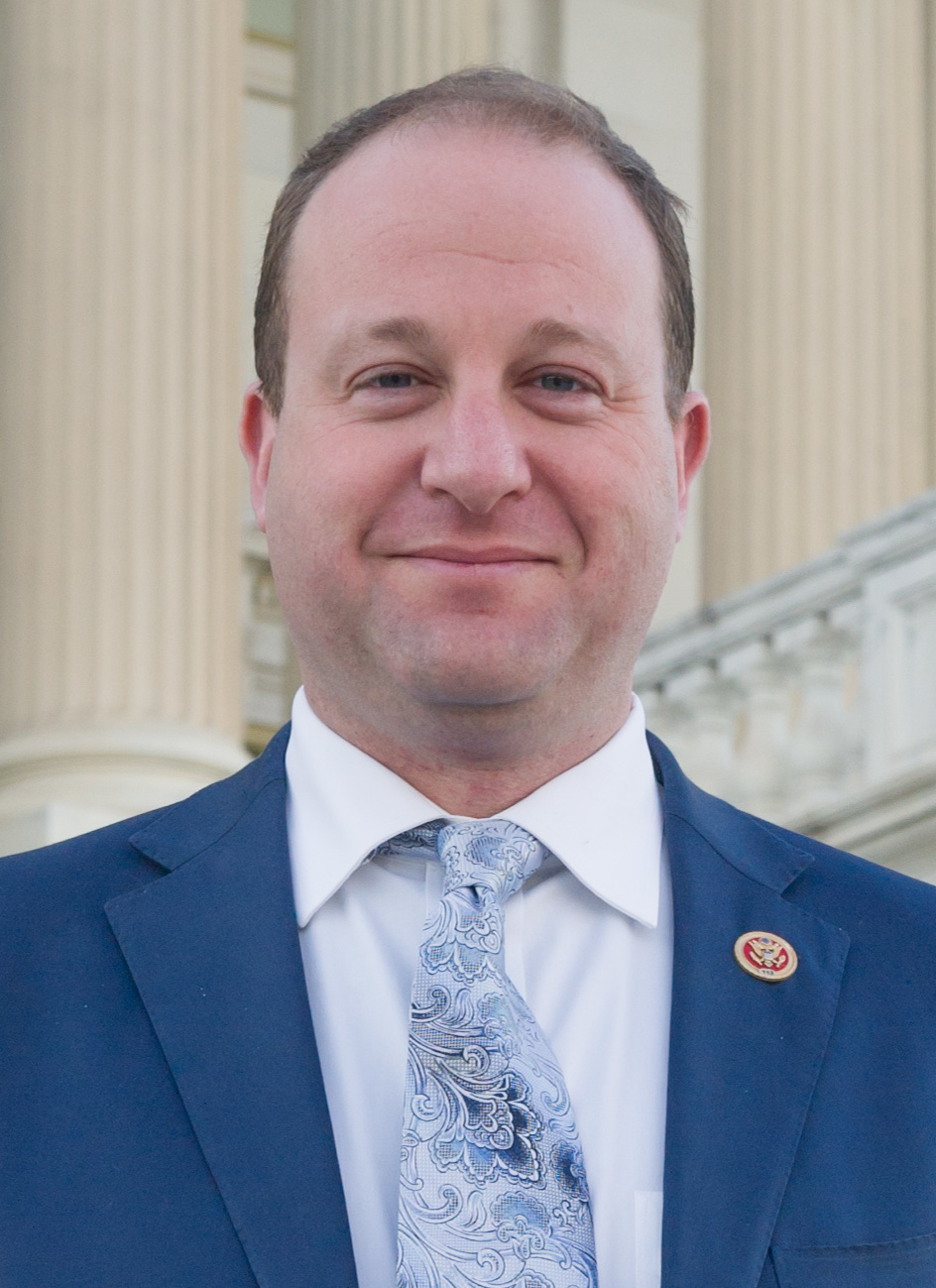
Jared Polis (2016)

Jared Schutz Polis (* 12. Mai 1975 in Boulder, Colorado) ist ein US-amerikanischer Politiker der Demokratischen Partei und seit Januar 2019 der 43. Gouverneur von Colorado. Der frühere Unternehmer vertrat bis dato ab 2009 im US-Repräsentantenhaus den 2. Kongresswahlbezirk Colorados, der aus einem Gebiet westlich von Denver um die Stadt Boulder besteht.

## Werdegang

### Familie, Ausbildung und Beruf
Jared Polis wurde 1975 als Sohn eines in der Friedensbewegung der 1960er Jahre aktiven Paares geboren. Er erwarb einen Bachelor of Arts an der Princeton University in Princeton, New Jersey und gründete während seines Studiums die Firma American Information Systems, eine Internetzugangs- und Webhostingfirma, und, mit seinen Eltern, bluemountainarts.com, eine Online-Grußkartenfirma, welche er 1999 an Excite@Home verkaufte. Später gründete er einen Online-Blumenhandel und eine Kette von Kinos, die Filme auf Spanisch oder mit spanischen Untertiteln zeigte, und betätigte sich in einem Aquakulturunternehmen.
Polis ist jüdisch und lebt mit seinem Lebensgefährten in Boulder. Im September 2021  heiratete das Paar.

### Politische Laufbahn

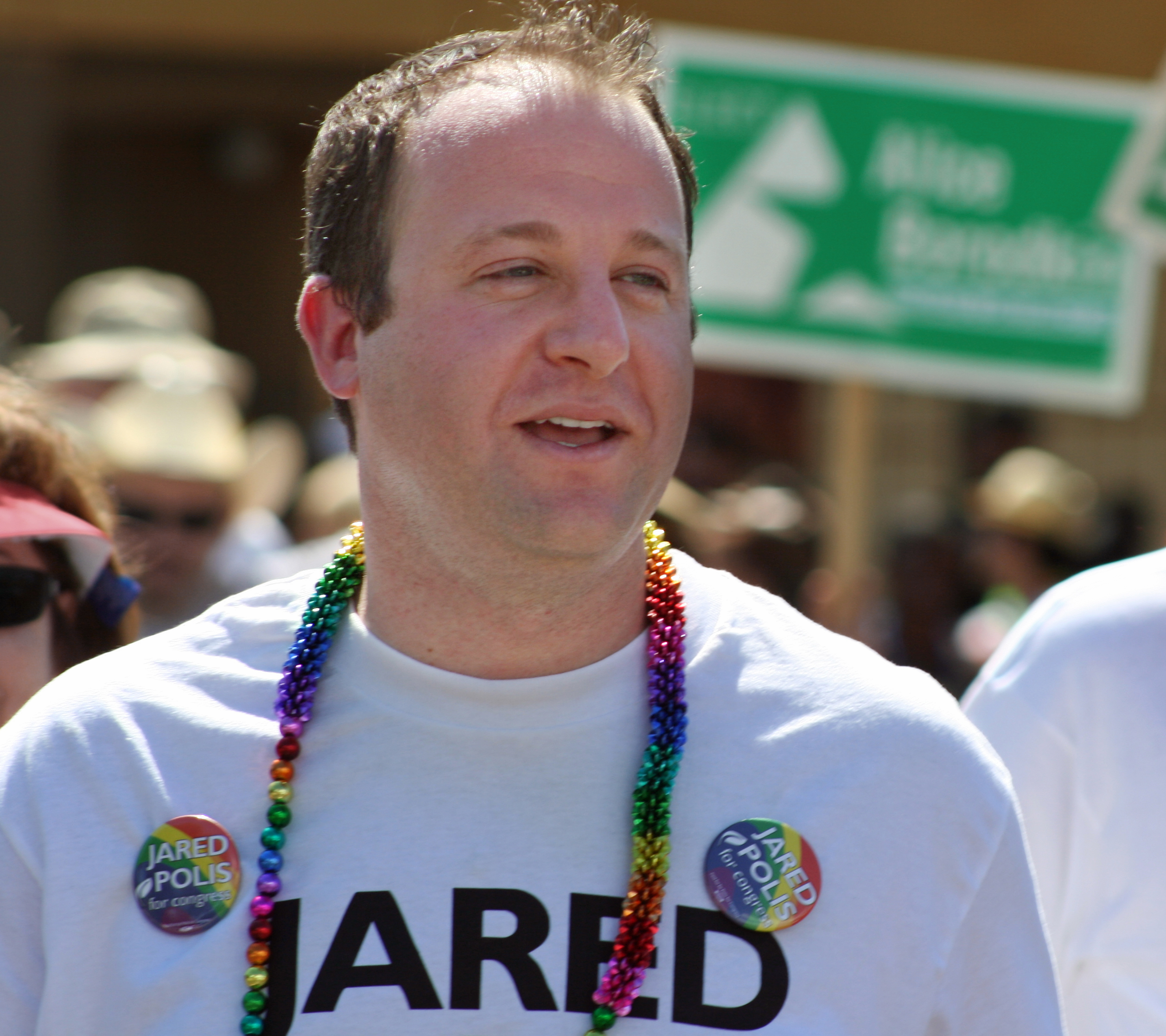
Jared Polis bei einer Parade 2008

Früher Vorsitzender des Colorado State Board of Education, wurde er am 4. November 2008 im 2. Kongresswahlbezirk Colorados ins Repräsentantenhaus der Vereinigten Staaten gewählt. Er legte den Amtseid am 6. Januar 2009 als Nachfolger des in den Senat gewechselten Mark Udall ab. Polis ist der erste Politiker, der bei seiner erstmaligen Wahl ins Repräsentantenhaus offen schwul war. Er ist Mitglied im United States House Committee on Education and Labor und im United States House Committee on Rules. Seitdem gelang Polis alle zwei Jahre die Wiederwahl.
2018 verzichtete er auf eine weitere Kandidatur bei der Wahl zum Repräsentantenhaus. Er bewarb sich stattdessen um das Amt des Gouverneurs Colorados und damit die Nachfolge seines Parteikollegen John Hickenlooper. Dieser konnte nach zwei Amtszeiten nicht erneut antreten. Bei der demokratischen Primary im Juni 2018 setzte sich Polis gegen mehrere Mitbewerber durch und traf bei der Hauptwahl am 6. November 2018 auf den Republikaner Walker Stapelton, den er mit 53,3 % der Stimmen besiegen konnte. Für seinen Konkurrenten sprachen sich lediglich 43 % der Wähler aus. Dabei stimmten laut Wahltagsbefragungen die parteiunabhängigen Wähler, von denen es in Colorado viele gibt, 59 zu 25 Prozent für Polis, bei parteiunabhängigen Frauen erreichte er einen Vorsprung von 45 Prozentpunkten. Als Running Mate für den Posten des Vizegouverneurs wählte Polis die frühere Abgeordnete im Repräsentantenhaus von Colorado, Dianne Primavera, aus.
Seine Amtseinführung fand am 8. Januar 2019 statt. Polis ist der erste US-Gouverneur, der offen homosexuell ist.
Im Wahlkampf für die Gouverneurswahl 2022 warb er mit Erfolgen in der Bildungs-, Verkehrs-, und Gesundheitspolitik in seiner ersten Amtszeit für sich. In seiner Siegesansprache hob er seine COVID-19-Politik hervor, die zur neuntniedrigsten Todesrate in der COVID-19-Pandemie in den Vereinigten Staaten geführt hätte. Er hatte die Wiederwahl gegen die Republikanerin Heidi Ganahl mit 58,5 % gewonnen.